# Campeonato Sudamericano de Baloncesto de 2010
El Campeonato Sudamericano de Baloncesto de 2010 corresponde a la XLIV edición del Campeonato Sudamericano de Baloncesto. Fue disputado en la ciudad colombiana de Neiva entre el 25 de julio y el 31 de julio en el Coliseo Álvaro Sánchez Silva. El campeón Brasil, Argentina, Uruguay, Venezuela y Paraguay, clasificaron al Torneo de las Américas de 2011.

## Equipos
| Argentina |
| Brasil    |
| Chile     |
| Colombia  |
| Ecuador   |
| Paraguay  |
| Uruguay   |
| Venezuela |

### Plantillas Por Equipo
| Jugadores                 |
| ------------------------- |
| Juan Pablo Cantero        |
| Luis Eduardo Cequeira     |
| Juan Manuel Fernández     |
| Leonel Schattmann         |
| Marcos Daniel Mata        |
| Matías Sandes             |
| Sebastián Ernesto Vega    |
| Federico Matías Aguerre   |
| Leonardo Andrés Mainoldi  |
| Alejandro Martín Alloatti |
| Román Javier González     |
| Juan Pedro Gutiérrez      |

| Jugadores                  |
| -------------------------- |
| Murilo Becker              |
| Rafael Ferreira (Mineiro)  |
| João Paulo Batista         |
| Bruno Fiorotto             |
| Lucas Cipolini             |
| Jonathan Tavernari         |
| André Luiz Goes            |
| Arthur Belchior            |
| Eduardo Machado            |
| Luiz Felipe Lemes          |
| Fúlvio Chiantia            |
| Welington Santos "Nezinho" |

| Jugadores            |
| -------------------- |
| Stalin Ortiz         |
| Edgar Moreno         |
| Enielsen Guevara     |
| Divier Pérez         |
| Yader Fernández      |
| Norbey Aragón        |
| Gianluca Bacci       |
| Eleuterio Rentería   |
| Adison Mosquera      |
| John Jairo Hernández |
| César Cortez         |
| Rodrigo Beltrán      |

| Jugadores        |
| ---------------- |
| Erik Carrasco    |
| Francisco Bravo  |
| Gonzalo Zúñiga   |
| Evandro Arteaga  |
| José del Solar   |
| José Luis Campos |
| Franco Morales   |
| Gerardo Isla     |
| Clauss Prutzmann |
| Jorge Valencia   |
| Patricio Briones |
| Rodrigo Espinoza |

| Jugadores        |
| ---------------- |
| Mario Gordon     |
| Álvaro Pérez     |
| Jeremy Soto      |
| Vicente Díaz     |
| Andrés Cochambai |
| Gabriel Garrido  |
| Nixon Mina       |
| Juan David Chang |
| Fernando Fuentes |
| Edward Caicedo   |
| Fernando Troya   |
| Mauricio Pauta   |

| Jugadores         |
| ----------------- |
| Aldo Acosta       |
| Guillermo Araujo  |
| Sergio López      |
| Javier Martínez   |
| Gustavo Paniagua  |
| Daniel Pérez      |
| Cristhian Rodas   |
| Gustavo Torres    |
| Bruno Zanotti     |
| Carlos Vallejos   |
| Manuel Aponte     |
| José Manuel Fabio |

| Jugadores           |
| ------------------- |
| Bruno Fitipaldo     |
| Fernando Martínez   |
| Martín Osimani      |
| Joaquín Izuibejeres |
| Joaquín Osimani     |
| Iván Loriente       |
| Mauricio Aguiar     |
| Mathías Calfani     |
| Sebastián Izaguirre |
| Reque Newsome       |
| Esteban Batista     |
| Gastón Páez         |

| Jugadores           |
| ------------------- |
| Luis Bethelmy       |
| Juan Herrera        |
| Axiers Sucre        |
| Rafael Pérez        |
| Miguel Marriaga     |
| Jesús Urbina        |
| David Cubillán      |
| Héctor Romero Rivas |
| Gregory Vargas      |
| Jesús Centeno       |
| Luis Valera         |
| Rafael Guevara      |

## Sede
| Ciudad | Pabellón                     | Aforo |
| ------ | ---------------------------- | ----- |
| Neiva  | Coliseo Álvaro Sánchez Silva | 7.000 |

## Árbitros
Referencia: Árbitros Torneo Sudamericano de Básquetbol Neiva 2010 FIBA-Américas Archivado el 8 de marzo de 2016 en Wayback Machine.
 Diego Hernán Rougier 

 Alejandro César Chiti 

 Marcos Antonio de Matos Ferreira

 Marcos Fornies Benito

 Miguel Ángel Bravo Aravena 

 José Luis Juyo

 Hernán Melgarejo

 Reynaldo Antonio Mercedes Sánchez 

 Flavio Ernesto Zavala Baldeon

 José Aníbal Carrion

 Héctor Luis Uslenghi Sburlati

 Adrián Vázquez Nunes

 Ronnye Eduardo Silva Bernal

 Roberto Oliveros
Comisión Técnica:
 Gerardo Fontana

 Víctor García 

## Sistema de competición
Las ocho selecciones participantes estarán divididas en 2 grupos A y B, Luego se disputará una semifinal ubicando a las selecciones en llaves de acuerdo a su posición en la tabla de grupos y de allí se definirán los puestos para cada equipo y una Final con los dos mejores de las respectivas llaves.

## Fase de grupos

### Grupo A
|   | Equipo   | Pts | J | G | P | PF  | PC  | Dif |
| - | -------- | --- | - | - | - | --- | --- | --- |
| 1 | Brasil   | 6   | 3 | 3 | 0 | 251 | 198 | 53  |
| 2 | Uruguay  | 5   | 3 | 2 | 1 | 204 | 214 | -10 |
| 3 | Paraguay | 4   | 3 | 1 | 2 | 218 | 231 | -13 |
| 4 | Chile    | 3   | 3 | 0 | 3 | 190 | 220 | -30 |

#### Fecha 1
| 26 de julio, 15:00                    | Uruguay                               | 66 - 61                               | Paraguay                            |  |
| Reporte                               |                                       |                                       |                                     |  |
| Parciales: 15-13, 14-12, 20-19, 17-17 | Parciales: 15-13, 14-12, 20-19, 17-17 | Parciales: 15-13, 14-12, 20-19, 17-17 | Coliseo Álvaro Sánchez Silva, Neiva |  |
| Mauricio Aguiar 20                    | Pts                                   | 29 Guillermo Araujo                   | Coliseo Álvaro Sánchez Silva, Neiva |  |
| Esteban Batista 16                    | Rebs                                  | 14 Guillermo Araujo                   | Coliseo Álvaro Sánchez Silva, Neiva |  |
| Mauricio Aguiar 7                     | Asists                                | 8 Enrique Martínez                    | Coliseo Álvaro Sánchez Silva, Neiva |  |

| 26 de julio, 17:00                   | Brasil                               | 69 - 54                                         | Chile                               |  |
| Reporte                              |                                      |                                                 |                                     |  |
| Parciales: 24-15, 8-12, 19-12, 18-15 | Parciales: 24-15, 8-12, 19-12, 18-15 | Parciales: 24-15, 8-12, 19-12, 18-15            | Coliseo Álvaro Sánchez Silva, Neiva |  |
| Murilo Becker 20                     | Pts                                  | 12 Andrés Espinoza Evando Arteaga Erik Carrasco | Coliseo Álvaro Sánchez Silva, Neiva |  |
| Murilo Becker 11                     | Rebs                                 | 8 Jorge Valencia                                | Coliseo Álvaro Sánchez Silva, Neiva |  |
| Welington Dos Santos 7               | Asists                               | 3 Erik Carrasco Patricio Briones                | Coliseo Álvaro Sánchez Silva, Neiva |  |

#### Fecha 2
| 27 de julio, 15:00                    | Chile                                 | 72 - 76                               | Paraguay                            |  |
| Reporte                               |                                       |                                       |                                     |  |
| Parciales: 16-17, 15-26, 23-24, 18-19 | Parciales: 16-17, 15-26, 23-24, 18-19 | Parciales: 16-17, 15-26, 23-24, 18-19 | Coliseo Álvaro Sánchez Silva, Neiva |  |
| Patricio Briones 20                   | Pts                                   | 16 Bruno Zanotti                      | Coliseo Álvaro Sánchez Silva, Neiva |  |
| Erik Carrasco 8                       | Rebs                                  | 8 Enrique Martínez Bruno Zanotti      | Coliseo Álvaro Sánchez Silva, Neiva |  |
| Erik Carrasco 6                       | Asists                                | 7 Enrique Martínez                    | Coliseo Álvaro Sánchez Silva, Neiva |  |

| 27 de julio, 19:00                    | Brasil                                | 89 - 63                               | Uruguay                             |  |
| Reporte                               |                                       |                                       |                                     |  |
| Parciales: 29-16, 15-18, 20-12, 25-17 | Parciales: 29-16, 15-18, 20-12, 25-17 | Parciales: 29-16, 15-18, 20-12, 25-17 | Coliseo Álvaro Sánchez Silva, Neiva |  |
| Jonathan Tavernari 15                 | Pts                                   | 18 Fernando Martínez                  | Coliseo Álvaro Sánchez Silva, Neiva |  |
| Murilo Becker 8                       | Rebs                                  | 8 Esteban Batista                     | Coliseo Álvaro Sánchez Silva, Neiva |  |
| Fúlvio Chiantia 10                    | Asists                                | 4 Esteban Batista                     | Coliseo Álvaro Sánchez Silva, Neiva |  |

#### Fecha 3
| 28 de julio, 17:00                    | Brasil                                | 93 - 81                                           | Paraguay                            |  |
| Reporte                               |                                       |                                                   |                                     |  |
| Parciales: 24-23, 25-16, 26-23, 18-19 | Parciales: 24-23, 25-16, 26-23, 18-19 | Parciales: 24-23, 25-16, 26-23, 18-19             | Coliseo Álvaro Sánchez Silva, Neiva |  |
| Murilo Becker 20                      | Pts                                   | 18 Enrique Martínez                               | Coliseo Álvaro Sánchez Silva, Neiva |  |
| Murilo Becker 9                       | Rebs                                  | 14 Guillermo Araujo                               | Coliseo Álvaro Sánchez Silva, Neiva |  |
| Welington Dos Santos 8                | Asists                                | 3 Enrique Martínez Bruno Zanotti Guillermo Araujo | Coliseo Álvaro Sánchez Silva, Neiva |  |

| 28 de julio, 19:00                    | Chile                                 | 64 - 75                               | Uruguay                             |  |
| Reporte                               |                                       |                                       |                                     |  |
| Parciales: 18-16, 17-11, 15-26, 14-22 | Parciales: 18-16, 17-11, 15-26, 14-22 | Parciales: 18-16, 17-11, 15-26, 14-22 | Coliseo Álvaro Sánchez Silva, Neiva |  |
| Patricio Briones 19                   | Pts                                   | 23 Fernando Martínez                  | Coliseo Álvaro Sánchez Silva, Neiva |  |
| Patricio Briones 8                    | Rebs                                  | 9 Esteban Batista                     | Coliseo Álvaro Sánchez Silva, Neiva |  |
| Erik Carrasco 8                       | Asists                                | 6 Martín Osimani                      | Coliseo Álvaro Sánchez Silva, Neiva |  |

### Grupo B
|   | Equipo    | Pts | J | G | P | PF  | PC  | Dif  |
| - | --------- | --- | - | - | - | --- | --- | ---- |
| 1 | Argentina | 5   | 3 | 2 | 1 | 249 | 181 | 68   |
| 2 | Venezuela | 5   | 3 | 2 | 1 | 262 | 198 | 64   |
| 3 | Colombia  | 5   | 3 | 2 | 1 | 241 | 199 | 42   |
| 4 | Ecuador   | 3   | 3 | 0 | 3 | 131 | 305 | -174 |

#### Fecha 1
| 26 de julio, 19:00                    | Venezuela                             | 75 - 72                               | Argentina                           |  |
| Reporte                               |                                       |                                       |                                     |  |
| Parciales: 18-19, 21-14, 21-15, 15-24 | Parciales: 18-19, 21-14, 21-15, 15-24 | Parciales: 18-19, 21-14, 21-15, 15-24 | Coliseo Álvaro Sánchez Silva, Neiva |  |
| Rafael Pérez 18                       | Pts                                   | 17 Juan Gutiérrez                     | Coliseo Álvaro Sánchez Silva, Neiva |  |
| Axiers Sucre 12                       | Rebs                                  | 14 Carlos Sandes                      | Coliseo Álvaro Sánchez Silva, Neiva |  |
| Héctor Romero 5                       | Asists                                | 4 Carlos Schattmann Leonardo Mainoldi | Coliseo Álvaro Sánchez Silva, Neiva |  |

| 26 de julio, 21:00                   | Colombia                             | 94 - 46                              | Ecuador                             |  |
| Reporte                              |                                      |                                      |                                     |  |
| Parciales: 26-4, 20-11, 22-14, 26-17 | Parciales: 26-4, 20-11, 22-14, 26-17 | Parciales: 26-4, 20-11, 22-14, 26-17 | Coliseo Álvaro Sánchez Silva, Neiva |  |
| Stalin Ortiz 28                      | Pts                                  | 11 Vicente Díaz                      | Coliseo Álvaro Sánchez Silva, Neiva |  |
| John Hernández 18                    | Rebs                                 | 12 Jaime Pauta                       | Coliseo Álvaro Sánchez Silva, Neiva |  |
| Edgar Moreno 4                       | Asists                               | 4 Álvaro Pérez                       | Coliseo Álvaro Sánchez Silva, Neiva |  |

#### Fecha 2
| 27 de julio, 17:00                  | Argentina                           | 107 - 43                            | Ecuador                             |  |
| Reporte                             |                                     |                                     |                                     |  |
| Parciales: 19-12, 29-8, 27-15, 32-8 | Parciales: 19-12, 29-8, 27-15, 32-8 | Parciales: 19-12, 29-8, 27-15, 32-8 | Coliseo Álvaro Sánchez Silva, Neiva |  |
| Carlos Schattmann 19                | Pts                                 | 11 Vicente Díaz                     | Coliseo Álvaro Sánchez Silva, Neiva |  |
| Federico Aguerre 10 Sebastián Vega  | Rebs                                | 5 Mario Gordon                      | Coliseo Álvaro Sánchez Silva, Neiva |  |
| Carlos Schattmann 9 Juan Fernández  | Asists                              | 2 Álvaro Pérez                      | Coliseo Álvaro Sánchez Silva, Neiva |  |

| 27 de julio, 21:00                             | Colombia                                       | 84 - 83                                        | Venezuela                           |  |
| Reporte                                        |                                                |                                                |                                     |  |
| Parciales: 19-29, 19-12, 24-21, 14-14; TE: 8-7 | Parciales: 19-29, 19-12, 24-21, 14-14; TE: 8-7 | Parciales: 19-29, 19-12, 24-21, 14-14; TE: 8-7 | Coliseo Álvaro Sánchez Silva, Neiva |  |
| Stalin Ortiz 27                                | Pts                                            | 23 Rafael Pérez                                | Coliseo Álvaro Sánchez Silva, Neiva |  |
| Norbey Aragón 7                                | Rebs                                           | 11 Luis Bethelmy Axiers Sucre                  | Coliseo Álvaro Sánchez Silva, Neiva |  |
| Edgar Moreno 5                                 | Asists                                         | 5 Luis Bethelmy                                | Coliseo Álvaro Sánchez Silva, Neiva |  |

#### Fecha 3
| 28 de julio, 15:00                   | Venezuela                            | 104 - 42                             | Ecuador                             |  |
| Reporte                              |                                      |                                      |                                     |  |
| Parciales: 25-4, 26-10, 24-14, 29-14 | Parciales: 25-4, 26-10, 24-14, 29-14 | Parciales: 25-4, 26-10, 24-14, 29-14 | Coliseo Álvaro Sánchez Silva, Neiva |  |
| Gregory Vargas 17                    | Pts                                  | 13 Eduard Caicedo                    | Coliseo Álvaro Sánchez Silva, Neiva |  |
| Juan Herrera 8                       | Rebs                                 | 7 Eduard Caicedo                     | Coliseo Álvaro Sánchez Silva, Neiva |  |
| David Cubillán 5 Rafael Guevara      | Asists                               | 3 Mario Gordon                       | Coliseo Álvaro Sánchez Silva, Neiva |  |

| 28 de julio, 21:00                    | Colombia                              | 63 - 70                               | Argentina                           |  |
| Reporte                               |                                       |                                       |                                     |  |
| Parciales: 15-13, 11-19, 19-23, 18-15 | Parciales: 15-13, 11-19, 19-23, 18-15 | Parciales: 15-13, 11-19, 19-23, 18-15 | Coliseo Álvaro Sánchez Silva, Neiva |  |
| Stalin Ortiz 23                       | Pts                                   | 17 Leonardo Mainoldi                  | Coliseo Álvaro Sánchez Silva, Neiva |  |
| John Hernández 7                      | Rebs                                  | 11 Juan Gutiérrez Román González      | Coliseo Álvaro Sánchez Silva, Neiva |  |
| Edgar Moreno 5                        | Asists                                | 9 Luis Cequeira                       | Coliseo Álvaro Sánchez Silva, Neiva |  |

## Segunda fase

### 5-8 lugar

#### Primera ronda
| 30 de julio, 15:00                                | Paraguay                            | 89 - 45                             | Ecuador                             |  |
| Reporte                                           |                                     |                                     |                                     |  |
| Parciales: 21-19, 23-8, 23-11, 22-7               | Parciales: 21-19, 23-8, 23-11, 22-7 | Parciales: 21-19, 23-8, 23-11, 22-7 | Coliseo Álvaro Sánchez Silva, Neiva |  |
| Bruno Zanotti 19 Gustavo Torres José Manuel Fabio | Pts                                 | 11 Vicente Díaz                     | Coliseo Álvaro Sánchez Silva, Neiva |  |
| José Manuel Fabio 13                              | Rebs                                | 16 Nixon Mina                       | Coliseo Álvaro Sánchez Silva, Neiva |  |
| Bruno Zanotti 6                                   | Asists                              | 4 Mario Gordon                      | Coliseo Álvaro Sánchez Silva, Neiva |  |

| 30 de julio, 17:00                    | Colombia                              | 78 - 71                               | Chile                               |  |
| Reporte                               |                                       |                                       |                                     |  |
| Parciales: 20-14, 21-19, 19-17, 19-20 | Parciales: 20-14, 21-19, 19-17, 19-20 | Parciales: 20-14, 21-19, 19-17, 19-20 | Coliseo Álvaro Sánchez Silva, Neiva |  |
| Stalin Ortiz 22                       | Pts                                   | 17 Patricio Briones                   | Coliseo Álvaro Sánchez Silva, Neiva |  |
| Enielsen Guevara 9                    | Rebs                                  | 9 Clauss Prutzmann                    | Coliseo Álvaro Sánchez Silva, Neiva |  |
| Edgar Moreno 5                        | Asists                                | 4 Rodrigo Espinoza                    | Coliseo Álvaro Sánchez Silva, Neiva |  |

#### Séptimo lugar
| 31 de julio, 15:00                    | Ecuador                               | 70 - 88                               | Chile                               |  |
| Reporte                               |                                       |                                       |                                     |  |
| Parciales: 14-22, 15-20, 15-29, 26-17 | Parciales: 14-22, 15-20, 15-29, 26-17 | Parciales: 14-22, 15-20, 15-29, 26-17 | Coliseo Álvaro Sánchez Silva, Neiva |  |
| Vicente Díaz 30                       | Pts                                   | 18 Evandro Arteaga                    | Coliseo Álvaro Sánchez Silva, Neiva |  |
| Eduard Caicedo 7                      | Rebs                                  | 8 Gonzalo Zúñiga Patricio Briones     | Coliseo Álvaro Sánchez Silva, Neiva |  |
| Mario Gordon 3 Jeremy Soto            | Asists                                | 7 Gonzalo Zúñiga                      | Coliseo Álvaro Sánchez Silva, Neiva |  |

#### Quinto lugar
| 31 de julio, 17:00                  | Paraguay                            | 86 - 66                             | Colombia                            |  |
| Reporte                             |                                     |                                     |                                     |  |
| Parciales: 21-19, 23-8, 23-11, 22-7 | Parciales: 21-19, 23-8, 23-11, 22-7 | Parciales: 21-19, 23-8, 23-11, 22-7 | Coliseo Álvaro Sánchez Silva, Neiva |  |
| Guillermo Araujo 20                 | Pts                                 | 20 Norbey Aragón                    | Coliseo Álvaro Sánchez Silva, Neiva |  |
| José Manuel Fabio 11                | Rebs                                | 6 Norbey Aragón John Hernández      | Coliseo Álvaro Sánchez Silva, Neiva |  |
| Enrique Martínez 8                  | Asists                              | 6 Stalin Ortiz                      | Coliseo Álvaro Sánchez Silva, Neiva |  |

### 1-4 lugar
|  | Semifinales        | Semifinales        |    |                    | Final              | Final |  |
|  |                    |                    |    |                    |                    |       |  |
|  |                    |                    |    |                    |                    |       |  |
|  | Neiva, 30 de julio |                    |    |                    |                    |       |  |
|  | Brasil             | 79                 |    |                    |                    |       |  |
|  | Venezuela          | 67                 |    |                    |                    |       |  |
|  |                    |                    |    |                    |                    |       |  |
|  |                    |                    |    |                    | Neiva, 31 de julio |       |  |
|  |                    |                    |    |                    | Brasil             | 87    |  |
|  |                    | Argentina          | 77 |                    |                    |       |  |
|  |                    |                    |    |                    |                    |       |  |
|  |                    |                    |    |                    |                    |       |  |
|  |                    |                    |    |                    | Tercer lugar       |       |  |
|  | Neiva, 30 de julio | Neiva, 30 de julio |    | Neiva, 31 de julio | Neiva, 31 de julio |       |  |
|  | Argentina          | 79                 |    | Venezuela          | 70                 |       |  |
|  | Uruguay            | 73                 |    |                    | Uruguay            | 76    |  |

#### Semifinales
| 30 de julio, 21:00                    | Brasil                                | 79 - 67                               | Venezuela                           |  |
| Reporte                               |                                       |                                       |                                     |  |
| Parciales: 18-20, 16-15, 23-15, 22-17 | Parciales: 18-20, 16-15, 23-15, 22-17 | Parciales: 18-20, 16-15, 23-15, 22-17 | Coliseo Álvaro Sánchez Silva, Neiva |  |
| Murilo Becker 25                      | Pts                                   | 22 Rafael Pérez                       | Coliseo Álvaro Sánchez Silva, Neiva |  |
| Murilo Becker 7                       | Rebs                                  | 8 Axiers Sucre                        | Coliseo Álvaro Sánchez Silva, Neiva |  |
| Welington Dos Santos 8                | Asists                                | 4 Jesús Centeno                       | Coliseo Álvaro Sánchez Silva, Neiva |  |

| 30 de julio, 19:00                    | Argentina                             | 79 - 73                               | Uruguay                             |  |
| Reporte                               |                                       |                                       |                                     |  |
| Parciales: 21-19, 18-13, 16-18, 24-23 | Parciales: 21-19, 18-13, 16-18, 24-23 | Parciales: 21-19, 18-13, 16-18, 24-23 | Coliseo Álvaro Sánchez Silva, Neiva |  |
| Luis Cequeira 17 Leonardo Mainoldi    | Pts                                   | 24 Mauricio Aguiar                    | Coliseo Álvaro Sánchez Silva, Neiva |  |
| Leonardo Mainoldi 7                   | Rebs                                  | 12 Esteban Batista                    | Coliseo Álvaro Sánchez Silva, Neiva |  |
| Juan Pablo Cantero 8                  | Asists                                | 2 Fernando Martínez Martín Osimani    | Coliseo Álvaro Sánchez Silva, Neiva |  |

#### Tercer lugar
| 31 de julio, 19:00                   | Venezuela                            | 70 - 76                              | Uruguay                             |  |
| Reporte                              |                                      |                                      |                                     |  |
| Parciales: 17-24, 21-8, 19-18, 13-26 | Parciales: 17-24, 21-8, 19-18, 13-26 | Parciales: 17-24, 21-8, 19-18, 13-26 | Coliseo Álvaro Sánchez Silva, Neiva |  |
| Axiers Sucre 21                      | Pts                                  | 21 Mauricio Aguiar                   | Coliseo Álvaro Sánchez Silva, Neiva |  |
| Axiers Sucre 10                      | Rebs                                 | 11 Esteban Batista                   | Coliseo Álvaro Sánchez Silva, Neiva |  |
| Jesús Centeno 3                      | Asists                               | 6 Martín Osimani                     | Coliseo Álvaro Sánchez Silva, Neiva |  |

#### Final
| 31 de julio, 21:00                                       | Brasil                                | 87 - 77                                                | Argentina                           |  |
| Reporte                                                  |                                       |                                                        |                                     |  |
| Parciales: 19-18, 21-13, 22-21, 25-25                    | Parciales: 19-18, 21-13, 22-21, 25-25 | Parciales: 19-18, 21-13, 22-21, 25-25                  | Coliseo Álvaro Sánchez Silva, Neiva |  |
| Murilo Becker 30                                         | Pts                                   | 25 Juan Pablo Cantero                                  | Coliseo Álvaro Sánchez Silva, Neiva |  |
| Murilo Becker 10                                         | Rebs                                  | 4 Carlos Matías Sandes Luis Cequeira Leonardo Mainoldi | Coliseo Álvaro Sánchez Silva, Neiva |  |
| Welington Dos Santos 5 Eduardo Magalhaes Fúlvio Chiantia | Asists                                | 5 Carlos Schattmann                                    | Coliseo Álvaro Sánchez Silva, Neiva |  |

| Brasil         |
| Campeón Brasil |
| 18º título     |

## Estadísticas

### Posiciones finales
|                   | Equipo    | Pts | J | G | P | PF  | PC  | Dif  |
| ----------------- | --------- | --- | - | - | - | --- | --- | ---- |
| Medalla de oro    | Brasil    | 10  | 5 | 5 | 0 | 417 | 342 | 75   |
| Medalla de plata  | Argentina | 8   | 5 | 3 | 2 | 405 | 341 | 64   |
| Medalla de bronce | Uruguay   | 8   | 5 | 3 | 2 | 353 | 363 | -10  |
| 4                 | Venezuela | 7   | 5 | 2 | 3 | 399 | 353 | 46   |
| 5                 | Paraguay  | 8   | 5 | 3 | 2 | 393 | 342 | 51   |
| 6                 | Colombia  | 8   | 5 | 3 | 2 | 385 | 356 | 29   |
| 7                 | Chile     | 6   | 5 | 1 | 4 | 349 | 368 | -19  |
| 8                 | Ecuador   | 5   | 5 | 0 | 5 | 246 | 482 | -236 |

### Líderes
|   | Jugador           | J | Pts | Prom |
| - | ----------------- | - | --- | ---- |
| 1 | Stalin Ortiz      | 5 | 122 | 22,4 |
| 2 | Murilo Becker     | 5 | 106 | 21,1 |
| 3 | Mauricio Aguiar   | 5 | 89  | 17,8 |
| 4 | Fernando Martínez | 5 | 83  | 16,6 |
| 5 | Guillermo Araujo  | 4 | 76  | 15,2 |

|   | Jugador           | J | Def | Ofe | Tot | Prom |
| - | ----------------- | - | --- | --- | --- | ---- |
| 1 | Esteban Batista   | 5 | 36  | 20  | 56  | 11,2 |
| 2 | Axiers Sucre      | 5 | 35  | 12  | 47  | 9,4  |
| 3 | Murilo Becker     | 5 | 30  | 15  | 45  | 9,0  |
| 4 | José Manuel Fabio | 5 | 27  | 17  | 44  | 8,8  |
| 5 | Guillermo Araujo  | 5 | 26  | 17  | 43  | 8,6  |

|   | Jugador              | J | Asís | Prom |
| - | -------------------- | - | ---- | ---- |
| 1 | Enrique Martínez     | 4 | 26   | 6,5  |
| 2 | Welington Dos Santos | 5 | 30   | 6,0  |
| 3 | Fúlvio Chiantia      | 5 | 28   | 5,6  |
| 4 | Erik Carrasco        | 5 | 25   | 5,0  |
| 5 | Carlos Schattmann    | 4 | 19   | 4,8  |